# Manabu Saitō
Manabu Saito (齋藤 学, Saito Manabu) est un footballeur japonais né à Kawasaki le 4 avril 1990. Il est attaquant.

## Palmarès
- Yokohama F. Marinos
  - Coupe du japon : 2013

- Kawasaki Frontale
  - Champion du Japon en 2018